# Jürgen Untermann
Jürgen Untermann (né le 24 octobre 1928 à Rheinfelden et mort le 7 février 2013 à Pulheim) est un linguiste, chercheur en langues indo-européennes, philologue et épigraphiste allemand.

## Biographie
Jürgen Untermann est disciple de Hans Krahe et de Ulrich Schmoll. Il étudie à l'université de Francfort et à l'université de Tübingen, et est professeur de linguistique comparée à l'université de Cologne.
Ses recherches se concentrent sur l'étude des « langues fragmentaires » (Trümmersprachen) italiques et paléohispaniques. Il est considéré comme une haute autorité pour les langues paléo-hispaniques, en particulier pour la langue ibère. Son œuvre majeure est Monumenta Linguarum Hispanicarum, souvent abrégé en MLH, un travail en plusieurs volumes sur le corpus d'inscriptions paléohispaniques ; et sa systématisation de l'onomastique ibère.
En 1994, il devient membre de l'Académie royale d'histoire espagnole.
Le 7 février 2013, il décède à son domicile de Pulheim, près de Cologne.

## Publications
Voir la « liste de ses publications », sur dialnet.unirioja.es (consulté en septembre 2021).
- [1961] (de) Die venetischen Personennamen, vol. 1 (texte, 200 p.) et vol. 2 (cartes, 73 p.), Wiesbaden, éd. O. Harrassowitz, 1961 (présentation en ligne).
- [1965] (es) Elementos de un atlas antroponímico de la Hispania Antigua (Seminario de Historia Primitiva del Hombre), Université de Madrid, Conseil supérieur des recherches scientifiques, Institut e Préhistoire (Consejo Superior de Investigaciones Científicas, Instituto Español de Prehistoria), coll. « Bibliotheca praehistorica Hispana » (no 7), 1965, 199 p. (présentation en ligne).
- [1992] (es) « Los etnónimos de la Hispania antigua y las lenguas prerromanas de la Península Ibérica » (actes du symposium à la Facultad de Geografía e Historia de la Universidad Complutense, Madrid, 13-15 décembre de 1989, coord. par Gonzalo Ruiz Zapatero et Martín Almagro Gorbea), Complutum, vol. 2/3 « Paleoetnología de la Península Ibérica »,‎ 1992, p. 19-34 (lire en ligne [sur revistas.ucm.es], consulté en septembre 2021).
- Monumenta Linguarum Hispanicarum (souvent abrégé « MLH »)
  - [1975] (de) Monumenta Linguarum Hispanicarum, vol. I : Die Münzlegenden [« Les légendes/inscriptions de la monnaie »], Wiesbaden, éd. Ludwig Reichert Verlag, 1975, 352 p. (ISBN 9783920153537, résumé, présentation en ligne).
  - [1980] (de) Monumenta Linguarum Hispanicarum, vol. II : Die Inschriften in iberischer schrift aus Südfrankreich [« Les inscriptions en alphabet ibérique dans le Sud de la France »], Wiesbaden, éd. Ludwig Reichert Verlag, 1980, 376 p. (ISBN 9783882260984, résumé, présentation en ligne).
  - [1990] (de) Monumenta Linguarum Hispanicarum, vol. III : Die iberischen Inschriften aus Spanien [« Les inscriptions ibériques d'Espagne »] (t. III.1 : Literaturverzeichnis, Einleitung, 339 p. ; t. III.2 : Die Inschriften, 661 p.), Wiesbaden, éd. Ludwig Reichert Verlag, 1990, 1002 p. (ISBN 9783882264913, résumé, présentation en ligne).
  - [Untermann & Wodtko 1997] (de) Jürgen Untermann et Dagmar S. Wodtko, Monumenta Linguarum Hispanicarum, vol. IV : Die tartessischen, keltiberischen und lusitanischen inschriften, Wiesbaden, éd. Ludwig Reichert Verlag, 1997, 758 p. (ISBN 3882268921, résumé, présentation en ligne).
Les volumes suivants ont été préparés par d'autres chercheurs et en collaboration ou à partir des notes de J. Untermann.
  - [Wodtko 2000] (de) Dagmar S. Wodtko, Monumenta Linguarum Hispanicarum, vol. V.1 : Worterbuch Der Keltiberischen Inschriften [« Dictionnaire de la langue celtibère »], Wiesbaden, éd. Ludwig Reichert Verlag, 2000, 514 p. (ISBN 9783895001369, résumé, présentation en ligne).
  - [Koch, Moncunill & Velaza 2019] (de) Michael Koch (dir.), Noemí Moncunill et Javier Velaza, Monumenta Linguarum Hispanicarum, vol. V.2 : Wörterbuch des Oskisch-Umbrischen [« Dictionnaire de l'osco-ombrien »], Wiesbaden, éd. Ludwig Reichert Verlag, 2019, 600 p. (ISBN 9783954902910, résumé, présentation en ligne).
  - [Untermann, Koch, Hoz & Gorrochategui 2018] (de) Jürgen Untermann (préparé par), Michael Koch, Javier de Hoz et Joaquin Gorrochategui, Monumenta Linguarum Hispanicarum, vol. VI : Die vorrömische einheimische Toponymie des antiken Hispanien [« La toponymie indigène préromaine de l'Hispanie antique »], Wiesbaden, éd. Ludwig Reichert Verlag I. Simón, 2018, 768 p. (ISBN 9783954901975, résumé, présentation en ligne).

## Récompense
- 2010 : Premio Príncipe de Viana de la Cultura (es)[3]